# Macrodactylus montanus
Macrodactylus montanus är en skalbaggsart som beskrevs av Arce-pérez och Moron 2000. Macrodactylus montanus ingår i släktet Macrodactylus och familjen Melolonthidae. Inga underarter finns listade i Catalogue of Life.